# Cartene
Cartene è il marchio registrato di SIPA MANAGEMENT srl di un tipo di plastica. Si tratta di polietilene ad alta densità, con ramificazione e catena polimerica tanto corta da essere, seppur parzialmente, degradabile.
Non rispetta lo standard EN 13432 per la compostabilità e quindi non può essere considerato una plastica biodegradabile e compostabile. Di conseguenza, anche se miscelato con alcune altre sostanze che lo rendono ancora più degradabile, non può essere utilizzato per la raccolta differenziata della frazione biodegradabile dei rifiuti solidi urbani, che viene inviata alla biodegradazione tramite compostaggio o tramite digestione anaerobica.